# أشرف محمد يوسف عثمان عبد السلام
أشرف محمد يوسف عثمان عبد السلام (مواليد 1984) هو داعم مالي ولوجستي لـتنظيم القاعدة وجبهة فتح الشام (المعروفة سابقًا بـجبهة النصرة) وتنظيم القاعدة في العراق. يُصنف عبد السلام كـإرهابي عالمي مخصص بشكل خاص من قبل وزارة الخزانة الأمريكية وتم إضافته إلى قوائم العقوبات التابعة للأمم المتحدة والاتحاد الأوروبي. يقاتل عبد السلام في سوريا منذ أوائل عام 2014.

## الخلفية
أشرف محمد يوسف عثمان عبد السلام هو مواطن أردني ولد في العراق عام 1984. يحمل أشرف عبد السلام أيضًا بطاقة هوية وطنية من قطر. يُعتقد أن مؤسس جند الأقصى، محمد يوسف عثمان عبد السلام، هو والده، وأن داعم جبهة النصرة والقاعدة ‘عبد الملك محمد يوسف عثمان عبد السلام هو شقيقه. يُعرف شقيق أشرف عبد السلام، عبد الملك عبد السلام، أيضًا باسم عمر القطري.
يُعتقد أن والده، محمد يوسف عثمان عبد السلام، كان مواطنًا أردنيًا من أصل فلسطيني ولد في العراق وعاش في قطر. أثناء وجوده في قطر، قدم محمد عبد السلام (والده المشتبه به) دعماً مادياً ولوجستياً لتنظيم القاعدة في العراق، المجموعة السابقة لـداعش. قبل تأسيس جند الأقصى، كان محمد يوسف عثمان عبد السلام مخضرمًا قديمًا في تنظيم القاعدة ويُعتقد أنه عمل عن كثب مع أسامة بن لادن وأيمن الظواهري وعبد الله عزام.
شقيقه، عبد الملك عبد السلام، هو أيضًا مواطن أردني وحامل لهوية قطرية.

## دعم الإرهاب

### القاعدة في العراق
بدأ أشرف عبد السلام العمل مع تنظيم القاعدة في العراق (AQI) في عام 2005 بينما كانت المجموعة تحت قيادة أبو مصعب الزرقاوي. وفقًا لوزارة الخزانة الأمريكية، دعم أشرف تنظيم القاعدة في العراق من خلال فتح "متاجر لتسهيل اتصالات مسؤولي التنظيم" والمساعدة في تحويل آلاف الدولارات لدعم عمليات التنظيم. يُشار إلى تنظيم القاعدة في العراق على نطاق واسع على أنه السلف التنظيمي لداعش.

### جبهة النصرة
وفقًا لوزارة الخزانة الأمريكية، في أوائل عام 2012، سهل أشرف عبد السلام سفر "شركائه" إلى سوريا لتقديم التدريب لأعضاء جبهة النصرة المقيمين في سوريا. أيضًا خلال أوائل عام 2012، عمل أشرف عبد السلام مع جبهة النصرة و"خبير متفجرات عراقي" في محاولة لارتكاب أعمال إرهابية باستخدام المتفجرات.

### تنظيم القاعدة المركزي
في منتصف عام 2012، عمل عبد السلام مع الممول القطري لتنظيم القاعدة خليفة السبيعي لتسهيل تحويل الأموال المخصصة لتنظيم القاعدة في باكستان. في عام 2008، أدرجت وزارة الخزانة الأمريكية السبيعي في بيانها الصحفي بعنوان "ممولو القاعدة المقيمون في الخليج" بينما أدرجته الأمم المتحدة في عام 2008 كشخص مرتبط بتنظيم القاعدة.
وفقًا لوزارة الخزانة الأمريكية، عمل عبد السلام مع السبيعي "لتسهيل تحويل مئات الآلاف من الدولارات" إلى تنظيم القاعدة المقيم في باكستان. غطت التلغراف روابط عبد السلام بالسبيعي في أكتوبر 2014. تمت لاحقًا تغطية مقال التلغراف باللغة العربية ونشر في الجريدة الإلكترونية "مرآة البحرين".

## التصنيفات الإرهابية الدولية
في سبتمبر 2014، صنفت وزارة العدل الأمريكية أشرف عبد السلام كإرهابي عالمي.
في 23 يناير 2015، أضافت الأمم المتحدة أشرف عبد السلام إلى قائمة عقوباتها الخاصة بـداعش والقاعدة. ونتيجة لذلك، خضع عبد السلام لتجميد أصول وحظر سفر وحظر توريد أسلحة كما هو محدد في قرار مجلس الأمن Resolution 2083 لعام 2012 الصادر بموجب الفصل السابع من ميثاق الأمم المتحدة.
في فبراير 2015، أضاف الاتحاد الأوروبي عبد السلام وثلاثة أفراد آخرين إلى قائمة عقوبات ضد الأشخاص والكيانات المرتبطة بشبكة القاعدة.
في كل من التصنيفات الثلاثة، تم إدراج شقيق أشرف، عبد الملك محمد يوسف عثمان عبد السلام، أيضًا.

## سوريا
وفقًا لوزارة الخزانة الأمريكية والأمم المتحدة، كان عبد السلام "مقاتلاً" في سوريا منذ أوائل عام 2014. يُفترض أن عبد السلام عضو في جبهة النصرة في سوريا.